# Магі Серна
Магі Серна (ісп. María Luisa ("Magüi") Serna Barrera, ісп. вимова: [maˈɾi.a ˈlwisa ˈmaɣwi ˈseɾna βaˈreɾa], нар. 1 березня 1979) — колишня професійна іспанська тенісистка. Найвищу одиночну позицію — ранг 19 досягнула  12 січня 2004.

## Фінали турнірів WTA

### Одиночний розряд: 6 (3–3)
| Легенда: До 2009            | Легенда: З 2009       |
| --------------------------- | --------------------- |
| Турніри Великого шолома (0) |                       |
| Турніри WTA (0)             |                       |
| Tier I (0)                  | Premier Mandatory (0) |
| Tier II (0-1)               | Premier 5 (0)         |
| Tier III (0)                | Premier (0)           |
| Tier IV & V (3-2)           | International (0)     |

| Результат | Ранг | Дата           | Турнір                                    | Покриття | Опонент               | Рахунок       |
| --------- | ---- | -------------- | ----------------------------------------- | -------- | --------------------- | ------------- |
| Поразка   | 1.   | 2 квітня 2001  | Porto, Португалія                         | Ґрунт    | Аранча Санчес Вікаріо | 3–6, 1–6      |
| Поразка   | 2.   | 18 червня 2001 | Eastbourne International, Велика Британія | Трава    | Ліндсі Девенпорт      | 2–6, 0–6      |
| Поразка   | 3.   | 7 квітня 2002  | Porto, Португалія                         | Ґрунт    | Анхелес Монтоліо      | 1–6, 6–2, 5–7 |
| Перемога  | 4.   | 14 квітня 2002 | Estoril Open, Португалія                  | Ґрунт    | Анка Барна            | 6–4 6–2       |
| Перемога  | 5.   | 13 квітня 2003 | Estoril Open, Португалія                  | Ґрунт    | Юлія Шруфф            | 6–4 6–1       |
| Перемога  | 6.   | 20 квітня 2003 | Hungarian Ladies Open, Угорщина           | Ґрунт    | Алісія Молік          | 3–6 7–5 6–4   |

### Парний розряд: 6 (2–4)
| Результат | Ранг | Дата           | Турнір                                    | Покриття | Партнер                 | Опоненти                             | Рахунок       |
| --------- | ---- | -------------- | ----------------------------------------- | -------- | ----------------------- | ------------------------------------ | ------------- |
| Поразка   | 1.   | 15 травня 2000 | Мастерс Рим, Італія                       | Ґрунт    | Аранча Санчес Вікаріо   | Ліза Реймонд Ренне Стаббс            | 3–6, 6–4, 2–6 |
| Перемога  | 2.   | 22 липня 2001  | Knokke-Heist, Бельгія                     | Ґрунт    | Вірхінія Руано Паскуаль | Руксандра Драгомір Іліє Андрея Ванк  | 6–4, 6–3      |
| Поразка   | 3.   | 7 квітня 2002  | Porto, Португалія                         | Ґрунт    | Крісті Богерт           | Кара Блек Ірина Селютіна             | 6–7(6–8), 4–6 |
| Runner–up | 4.   | 16 червня 2003 | Eastbourne International, Велика Британія | Трава    | Дженніфер Капріаті      | Ліндсі Девенпорт Ліза Реймонд        | 3–6, 2–6      |
| Runner–up | 5.   | 23 серпня 2003 | Connecticut Open, США                     | Тверде   | Алісія Молік            | Вірхінія Руано Паскуаль Паола Суарес | 6–7(6–8), 3–6 |
| Перемога  | 6.   | 14 червня 2004 | Eastbourne International, Велика Британія | Трава    | Алісія Молік            | Світлана Кузнецова Олена Лиховцева   | 6–4, 6–4      |

## Титули ITF

### Одиночний розряд
| Ранг | Дата           | Турнір     | Покриття  | Опонент у фіналі   | Рахунок       |
| 1.   | 3 квітня 1994  | Габороне   | Тверде    | Ширлі-Енн Сіддалл  | 6–3, 6–4      |
| 2.   | 10 квітня 1994 | Хараре     | Тверде    | Ширлі-Енн Сіддалл  | 6–4, 6–2      |
| 3.   | 3 грудня 1995  | Майорка    | Ґрунт (I) | Кіра Надь          | 6–4, 6–3      |
| 4.   | 28 липня 1996  | Вальядолід | Тверде    | Гіла Розен         | 6–3, 6–1      |
| 5.   | 18 серпня 1996 | Ломар      | Ґрунт     | Алена Вашкова      | 6–2, 6–3      |
| 6.   | 25 серпня 1996 | Афіни      | Ґрунт     | Маріана Діас-Оліва | 5–7, 6–3, 6–2 |

## Досягнення в турнірах Великого Шлему
| Турнір                           | 1997 | 1998 | 1999 | 2000 | 2001 | 2002 | 2003 | 2004 | 2005 | Career SR | Виграші-поразки |
| -------------------------------- | ---- | ---- | ---- | ---- | ---- | ---- | ---- | ---- | ---- | --------- | --------------- |
| Australian Open                  | 3р   | 2р   | 2р   | 2р   | 2р   | 3р   | 2р   | 1р   | 1р   | 0 / 9     | 9–9             |
| French Open                      | 3р   | 2р   | 1р   | 3р   | 2р   | 1р   | 2р   | 2р   | -    | 0 / 8     | 12–8            |
| Вімблдонський турнір             | 3р   | 2р   | 1р   | ЧФ   | 1р   | 1р   | 2р   | 3р   | -    | 0 / 8     | 12–8            |
| Відкритий чемпіонат США з тенісу | 2р   | 1р   | 3р   | 2р   | 1р   | 1р   | 2р   | 2р   | -    | 0 / 8     | 10–8            |
| Виграші-поразки                  | 9–4  | 7–4  | 3–4  | 10–4 | 2–4  | 2–4  | 6–4  | 4–4  | 0–1  | N/A       | 43–33           |